# چسبنده بد
«چسبنده بد» تک‌آهنگی از پیت‌بول، است که در سال ۲۰۰۷ میلادی منتشر شد.